# Hoshino (Fukuoka)
Hoshino (jap. 星野村 Hoshino-mura) war ein Dorf im Landkreis Yame in der Präfektur Fukuoka in Japan. Am 1. Februar 2010 vereinigte es sich mit Kurogi, Tachibana und Yabe zur Gemeinde Yame. Als Ortsteil (ōaza) besteht Hoshino-mura gleichnamig weiterhin mit Suffix weiter (Postleitzahl 834-0201).